# Adelpha erotia
Espèce
Adelpha erotia  est une espèce de papillons de la famille des Nymphalidae, sous famille des Limenitidinae et du genre Adelpha.

## Dénomination
Adelpha erotia a été décrit par William Chapman Hewitson en 1867 sous le nom Heterochroa erotia.

### Sous-espèces
- Adelpha erotia erotia.
- Adelpha erotia caphira (Hewitson, 1869) présent au Venezuela[1].

### Noms vernaculaires
Adelpha erotia se nomme en anglais Erotia Sister.

## Description
Adelpha  erotia est un papillon d'une envergure d'environ 53 mm, à bord externe des ailes antérieures concave. Le dessus est marron avec aux ailes antérieures une tache jaune à l'apex et une bande blanche allant de la tache jaune jusqu'au bord interne et se continue aux ailes postérieures allant du milieu du bord costal au bord interne près de l'angle anal.
Le revers est plus blanc, avec des veines et des bandes rouges à cuivrées, laissant la même large bande blanche que sur le dessus.

## Écologie et distribution
Adelpha  erotia est présent au dans le sud-est du Mexique, au Costa Rica, au Nicaragua, à Panama, au Venezuela, en Équateur, en Colombie, en Bolivie, au Pérou, au Brésil, en Guyana, au Surinam et en Guyane,. 

### Protection
Pas de statut de protection particulier.